# Borool
Borool is een heterocyclische verbinding van boor, met als brutoformule C4H5B. De structuur is iso-elektronisch met die van pyrrool: het stikstofatoom is hierbij vervangen door boor. Borool behoort tot de groep der metallolen. Het is een anti-aromatische verbinding, hoewel de benadering van Hückel er niet helemaal op toepasbaar is.
Zuiver borool is nog niet geïsoleerd; een aantal gesubstitueerde derivaten zijn wel bekend. Het tetrafenylderivaat kan bereid worden door reactie van 1,1-dimethyl-2,3,4,5-tetrafenylstannool met fenylboordichloride: